# Ipsilon Networks
Ipsilon Networks è stata una compagnia informatica di networking, con sede a Sunnyvale, in California, specializzata nella realizzazione di switch ATM. Ricoprì un ruolo importante  nell'introduzione e nello sviluppo della tecnologia del label switching, pubblicandone alcune proposte iniziali in merito; il label switching, in seguito, venne standardizzato come MPLS.
Un esempio di switching realizzato da Ipsilon Networks è stato l'IP switching: quest'ultimo nasce dal problema costante dell'aumentare del traffico dati Internet e delle applicazioni a questo connesso; in più il routing è molto più complesso al centro della rete che non alle estremità. Si è pensato di usare ATM come rete fisica e IP come rete di overlay su ATM. L'idea iniziale della Ipsilon era quella di utilizzare ATM come rete fisica di base ponendo i router IP sopra di essa. Ogni switch ATM aveva così anche la parte di routing IP, ma la gestione dei VC (Virtual Channel) era differenziata; nel caso di trasmissioni "corte", i dati venivano sempre passati al livello IP mentre per trasmissioni "lunghe", i dati passavano in maniera trasparente per il livello IP in diversi switch ATM. Ipsilon ha infine dimostrato che il 90% del traffico dati scambiato sulla rete adopera un concetto di flusso. Ciò rende valida l'applicazione dei concetti esposti, sebbene in realtà ogni switch doveva dotarsi di questo flusso e gestire per ogni flusso un apposito VC. Questo porta ad una soluzione non scalabile.
La compagnia, non essendo riuscita ad ottenere la quota di mercato che si prefiggeva, venne acquistata per 120 milioni di dollari da Nokia nel 1997.